# デニス・ボヤリンツェフ
デニス・コンスタンチーノヴィチ・ボヤリンツェフ（ロシア語: Денис Константинович Бояринцев, 1978年2月6日 - ）は、現ロシア・モスクワ出身の元サッカー選手、サッカー指導者。現役時代のポジションはMF/とWG。ボールコントロール能力とハードワークが持ち味。

## 来歴

### クラブ

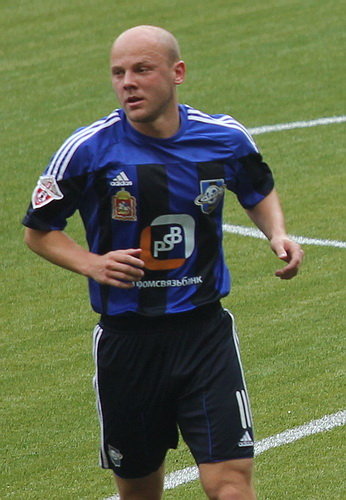
サトゥルンでのボヤリンツェフ

1978年、現ロシアの首都であるモスクワでボヤリンツェフは生まれ、地元の小さなクラブのスメナ・モスクワでサッカー選手としてのキャリアを始めた。1997年、MEPhI・モスクワに移籍。1998年、ロシア・セカンドディビジョン(3部相当)ウラル所属のFCノスタ・ノヴォトロイツクに移籍。クラブは翌年のリーグ戦で1位となり昇格を果たす。2000年、ボヤリンツェフはロシア・ファーストディビジョン(2部相当)で40試合中36試合その内の34試合でフル出場するなどレギュラーとしてプレーしたが、クラブは20チーム中16位(15位と勝ち点2点差)で降格した。2001年、ファーストディビジョン所属のFCルビン・カザンに移籍をして、2002年にルビン初のロシア・プレミアリーグ昇格に貢献した。2003年3月16日、第一節のPFC CSKAモスクワ戦(4-0)でプレミアリーグデビューを飾った。リーグ戦では7得点を挙げ、クラブ3位躍進とUEFAカップ出場権獲得に貢献。2004年8月12日、予選2回戦のSKラピード・ウィーン戦(0-2 win)で欧州カップ戦デビューを果たした。2005年、強豪クラブのFCスパルタク・モスクワに移籍を果たすも無難な成績に留まった。2007年12月、FCシンニク・ヤロスラヴリと契約を締結して移籍。2008年12月25日には2年契約で再びスパルタク・モスクワへ移籍をした。2010年1月15日、サトゥルン・ラメンスコーエと1+1の契約をして移籍した。2011年1月12日、FCジェムチュジナ・ソチへ移籍した。

### 代表
1992年から2002年までの期間にロシア代表で6試合に出場した。UEFA EURO 2004では代表候補に挙がっていたが、重要な2人のDFの損失により只でさえ薄い守備の層が更に薄くなり、既に形成されていたMF陣の中でサブであったボヤリンツェフが外れ、クリリヤ・ソヴェトフ・サマーラ(当時)所属のアレクサンドル・アニュコフ(SB)が選ばれた。

### 代表での出場
| # | 開催年月日     | 開催地           | 対戦国         | 結果 | 試合概要                                |
| - | -------------- | ---------------- | -------------- | ---- | --------------------------------------- |
| 1 | 2004年4月28日  | オスロ           | ノルウェー     | 2:3  | 親善試合                                |
| 2 | 2004年8月18日  | モスクワ         | リトアニア     | 4:3  | 親善試合                                |
| 3 | 2004年9月4日   | モスクワ         | スロバキア     | 1:1  | 2006 FIFAワールドカップ・ヨーロッパ予選 |
| 4 | 2004年10月9日  | ルクセンブルク市 | ルクセンブルク | 4:0  | 2006 FIFAワールドカップ・ヨーロッパ予選 |
| 5 | 2004年10月13日 | リスボン         | ポルトガル     | 1:7  | 2006 FIFAワールドカップ・ヨーロッパ予選 |
| 6 | 2005年2月9日   | カリアリ         | イタリア       | 0:2  | 親善試合                                |

## 個人成績
| クラブ                     | シーズン | リーグ    | リーグ | カップ/スーパーカップ | カップ/スーパーカップ | 欧州カップ | 欧州カップ | 通算      | 通算 |
| クラブ                     | シーズン | 試合      | 得点   | 試合                  | 得点                  | 試合       | 得点       | 試合      | 得点 |
| -------------------------- | -------- | --------- | ------ | --------------------- | --------------------- | ---------- | ---------- | --------- | ---- |
| スメナ・モスクワ           | 1995     | 34        | 1      | 0                     | 0                     | 0          | 0          | 34        | 1    |
| スメナ・モスクワ           | 1996     | 36+1      | 3      | 0                     | 0                     | 0          | 0          | 36+1      | 3    |
| MEPhI・モスクワ            | 1997     | 35        | 3      | 0                     | 0                     | 0          | 0          | 35        | 3    |
| ノスタ・ノヴォトロイツク   | 1998     | 32        | 6      | 5                     | 0                     | 0          | 0          | 37        | 6    |
| ノスタ・ノヴォトロイツク   | 1999     | 28+2 п.и. | 5      | 0                     | 0                     | 0          | 0          | 28+2 п.и. | 5    |
| ノスタ・ノヴォトロイツク   | 2000     | 36        | 3      | 2                     | 0                     | 0          | 0          | 38        | 3    |
| ルビン・カザン             | 2001     | 29        | 6      | 3                     | 1                     | 0          | 0          | 32        | 7    |
| ルビン・カザン             | 2002     | 27        | 5      | 2                     | 0                     | 0          | 0          | 29        | 5    |
| ルビン・カザン             | 2003     | 28        | 7      | 4                     | 3                     | 0          | 0          | 32        | 10   |
| ルビン・カザン             | 2004     | 24        | 4      | 1                     | 0                     | 2          | 1          | 27        | 5    |
| スパルタク・モスクワ       | 2005     | 27        | 4      | 6                     | 0                     | 0          | 0          | 33        | 4    |
| スパルタク・モスクワ       | 2006     | 22        | 2      | 6/1                   | 4/0                   | 5          | 2          | 34        | 8    |
| スパルタク・モスクワ       | 2007     | 24        | 3      | 1/1                   | 0/0                   | 6          | 0          | 32        | 3    |
| シンニク・ヤロスラヴリ     | 2008     | 27        | 6      | 0                     | 0                     | 0          | 0          | 27        | 6    |
| スパルタク・モスクワ       | 2009     | 19        | 0      | 1                     | 0                     | 0          | 0          | 20        | 0    |
| サトゥルン・ラメンスコーエ | 2010     | 16        | 1      | 0                     | 0                     | 0          | 0          | 16        | 1    |
| トム・トムスク             | 2011/12  | 11        | 0      | 0                     | 0                     | 0          | 0          | 14        | 1    |
| 総通算                     | 総通算   | 458+1     | 59     | 31/2                  | 8/0                   | 13         | 3          | 493+1     | 70   |

## タイトル

### クラブ
- FCノスタ・ノヴォトロイツク
  - ロシア・セカンドディビジョン：1 (1999)
- FCルビン・カザン
  - ロシア・ファーストディビジョン：1 (2002)

### 個人
- ロシアリーグ最優秀選手33：№ 2 (2003), № 3 (2004)